# مرکز تحقیقات گلن
مرکز تحقیقات گلن (به انگلیسی: Glenn Research Center) یک مرکز پژوهشی ناسا واقع در شهر کلیولند، در ایالت اوهایو است. این مرکز پژوهشی در سال ۱۹۴۲ توسط کمیته رایزنی ملی هوانوردی آمریکا تأسیس‌شد و هم‌اکنون به ناسا تعلق‌دارد.